# Nowa Wieś Grodziska
Nowa Wieś Grodziska est une localité polonaise de la gmina de Pielgrzymka, située dans le powiat de Złotoryja en voïvodie de Basse-Silésie.